# Grabación de campo

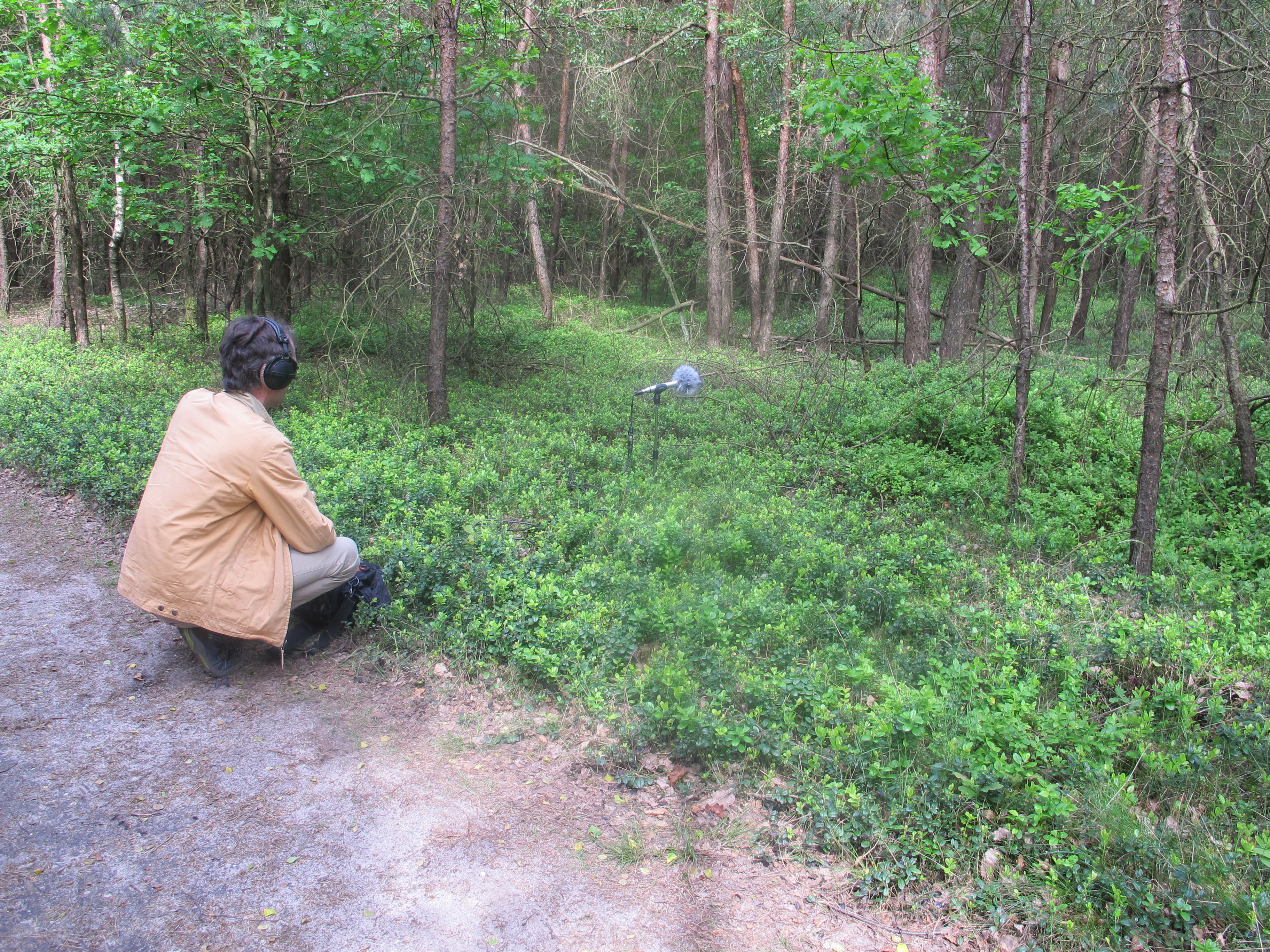
Grabación sonora en el Parque Nacional de Sallandse Heuvelrug, Países Bajos.

Grabación de campo es la práctica de registrar audio fuera de un estudio de grabación. Conversaciones espontáneas, sonidos de la naturaleza, sonidos de la ciudad o cualquier otra cosa puede ser el foco de interés de la grabación.
El término fonografía se usa a veces de manera intercambiable. Si bien, algunos defienden que fonografía tendría cierta connotación artística y grabación de campo sería un término más general.

## Historia
Con el auge de los teléfonos inteligentes, el abaratamiento de la tecnología y la portabilidad de los aparatos necesarios, la grabación de campo ha ido ganando más adeptos.
Gracias además a la tecnología web, los aficionados pueden compartir grabaciones con metadatos referentes a la ubicación.

## Arte
La grabación de campo es un recurso habitual para música vanguardista, electrónica, música ambiental y experimental.
También se ha usado, especialmente desde 2007, con fines activistas, grabando el sonido de las protestas populares.

## Investigación
Etnomusicología
La grabación de campo se desarrolló al principio como presentaciones de documentación oral y proyectos etnomusicólogos de la mano de Charles Seeger y John Lomax.
Bioacústica
La grabación de campo es una práctica habitual por ejemplo en el registro del canto de los pájaros.